# Pascal Olmeta
Pascal Olmeta (Bastia, 7 aprile 1961) è un ex calciatore francese, di ruolo portiere.

## Carriera
L'esordio nel calcio professionistico avvenne nel 1982 in Division 1 con la maglia dello Sporting Club de Bastia, la squadra della sua città natale. Conquistata la maglia di titolare nel Bastia al posto di Pierrick Hiard nella stagione 1983-84, si trasferì alla fine del campionato al Tolone in cui rimase fino al 1986.
Dopo quattro anni trascorsi nelle file del RC Paris, si trasferì all'Olympique Marsiglia, squadra con cui rimase fino al 1993 vincendo tre campionati consecutivi e la Champions League nel 1993, pur non essendo in campo durante la finale del torneo (era stato sostituito dall'esordiente Fabien Barthez). Nell'estate 1993, durante lo scandalo VA-OM si trasferì al Lione dove rimase fino al 1997; quindi per un breve periodo di tempo, sempre nello stesso anno, si accasò all'Espanyol.
Dopo un periodo di inattività, tra il 1997 e il 1998, tornò in Corsica nella squadra del Gazélec Ajaccio, dove concluse definitivamente la carriera alla fine della stagione 1998-99.

## Dopo il ritiro
Nel 2004 ha partecipato alla prima edizione del reality show La Ferme Célébrités di TF1 (versione francese del reality show La fattoria), uscendone vincitore.

## Palmarès

### Competizioni nazionali
- Campionato francese: 2

Olympique Marsiglia: 1990-1991, 1991-1992
- Campionato francese: 1 (revocato)

Olympique Marsiglia: 1992-1993

### Competizioni internazionali
- UEFA Champions League: 1

Olympique Marsiglia:  1992-1993